# Župnija Sv. Martin pri Vurberku - Dvorjane
Župnija Sv. Martin pri Vurberku je rimskokatoliška teritorialna župnija dekanije Maribor mariborskega naddekanata, ki je del nadškofije Maribor.